# Irénée-Jules Bienaymé
Irénée-Jules Bienaymé   (antic 2n districte de París, 28 d'agost de 1796 - París, 19 d'octubre de 1878) fou un matemàtic francès, conegut pels seus treballs d'estadística.

## Vida i Obra
Tot i haver nascut a París, Bienaymé va fer els seus estudis secundaris al lycée de Bruges on el seu pare era funcionari de l'estat (Bruges era francesa des del 1796). En retornar la família a Paris el 1811 va estudiar al Lycée Louis-le-Grand per entrar a l'École Polytechnique el 1815, però aquesta va ser clausurada el 1816 i aleshores es va dedicar a fer de traductor de revistes, ja que tenia grans coneixements d'idiomes estrangers com el rus. El 1818 va ser nomenat professor de matemàtiques de l'École Spéciale Militaire de Saint-Cyr, càrrec en el qual va romandre fins al seu ingrés en l'Administració de Finances de l'Estat el 1820.
Bienaymé va fer doncs la seva vida professional a l'administració pública (com molts dels seus familiars: germans fills i nets), en la que va arribar a ser nomenat inspector general el 1834. El 1852 es va retirar de l'administració, però els últims anys de la seva vida va estar força malalt: li costava dormir i les mans li tremolaven de forma incontrolada.
Va ser president de la Societé Mathèmatique Française el 1875.
Al marge de la seva activitat professional, Bienaymé va ser in investigador en teoria de la probabilitat, seguint les idees de Laplace. No va publicar gaires articles: uns 22 (la majoria dels quals al butlletí de la Societat Filomàtica de París, de la que era membre); però alguns d'ells es poden considerar pioners en la estadística, com un article de 1853 en el que descrivia el que avui coneixem com desigualtat de Txebixov o un de 1845 en que planteja qüestions importants sobre la Llei dels grans nombres, a través de l'avui coneguda com identitat o equació de Beinaymé.
Molts dels seus treballs estan relacionats amb la demografia, les assegurances de vida i els fons de pensions i estan molt relacionats amb la seva activitat com Inspector General de Finances.